# 北角學校私家小巴俯衝事故
北角學校私家小巴俯衝事故是一宗於2018年12月10日在香港香港島北角長康街、英皇道及熙和街交界發生的交通意外，造成5人死亡、10人受傷。至2019年1月8日最少2人仍然危殆。

## 背景

涉案司機吳耀宗在英國陸軍運輸隊第29營服役時的軍銜

長康街為一斜坡，臨近炮台山循道衛理中學，因此有不少褓姆小巴司機在此稍停或交更。長康街較高位置教堂對出有一個位置可以泊車，惟事發前校巴所停泊的位置並非合法停車位。

### 涉案褓姆小巴
涉案褓姆小巴是豐田汽車生產的19座位豐田Coaster，車牌為HG365，由溢興旅運公司註冊，在2014年作首次登記，曾於2018年8月進行驗車，在事故發生前是接載高主教書院幼稚園部上下午班的學生上下課的校巴。該校巴有指也會接載蘇浙小學（幼稚園部）的學生，惟該學校之職員在事故後否認。

### 涉案司機
涉案司機名為吳耀宗，男性，事發時62歲，曾在英國陸軍運輸隊第29營服役。該營負責運送日常軍隊物資，而其則在軍事院校教授士兵駕駛技巧和講解軍用車輛結構等，是「一柴」階級的准下士。據吳的僱主所稱，吳平日健康沒有問題，每日早上完成工作後有跑步的習慣；而吳亦有駕駛復康巴士的經驗。
吳在當日上午7時上班，並分別在上午7時及上午11時接載學生兩次。高主教書院幼稚園部校長傅慧玲指，自己曾見過吳若干次，認為吳過往能安全接載學生，且關顧他們，也稱過往亦無聽過學生家長對吳的評論。吳的僱主稱其入職一年多，並形容吳平時「很盡責」、「為人友善」、「好愛錫小朋友」；而吳的鄰居則稱吳為「好好先生」。

## 事故過程
當日下午近2時正，吳把褓姆小巴停泊於長康街近堡壘街路邊（北角衛理小學舊校舍校門對開）準備交更。其時吳在下車時懷疑不記得拉手掣或手掣拉得不夠緊，結果在吳下車後，褓姆巴隨即向前滑行並加速。當吳發現褓姆小巴前滑時，吳立即衝向車頭嘗試擋車，惟最終失敗，並被捲進車底，在被校巴拖行20公尺後方倒地並昏迷於路邊。
褓姆小巴在無人駕駛的情況下繼續沿長康街斜坡向前滑行逾百公尺，在橫過英皇道來回行車線後衝上熙和街之行人路，並撞入附近的商店，產生巨響。有兩名男子分別被夾於校巴右邊頭輪下及底盤中間，同時另有一名女子被夾於車右後輪下。隨即有途人協助報警和協助清醒傷者。

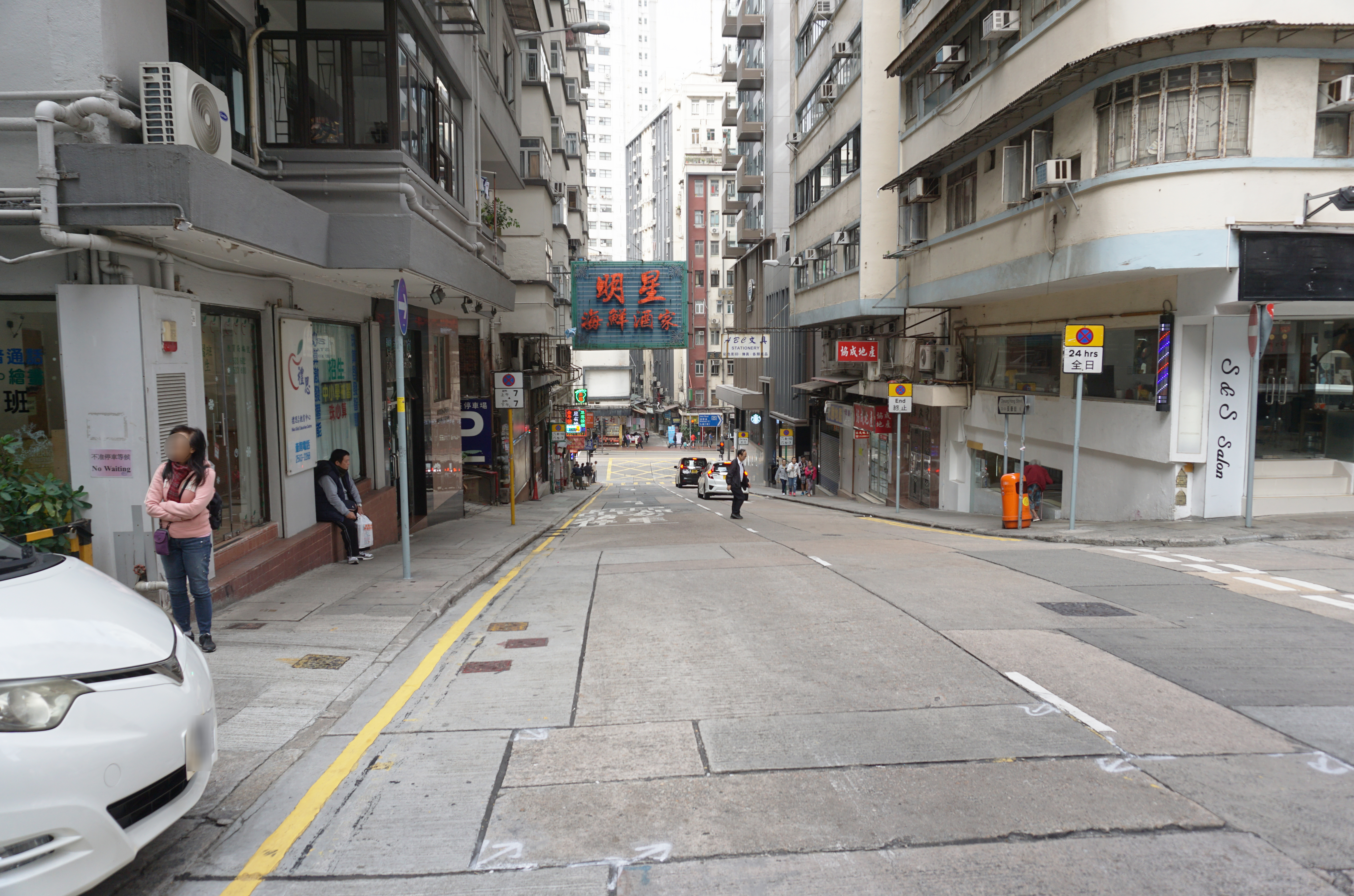
褓姆小巴在無人駕駛的情況下沿長康街斜路不斷溜前滑行，並越過英皇道
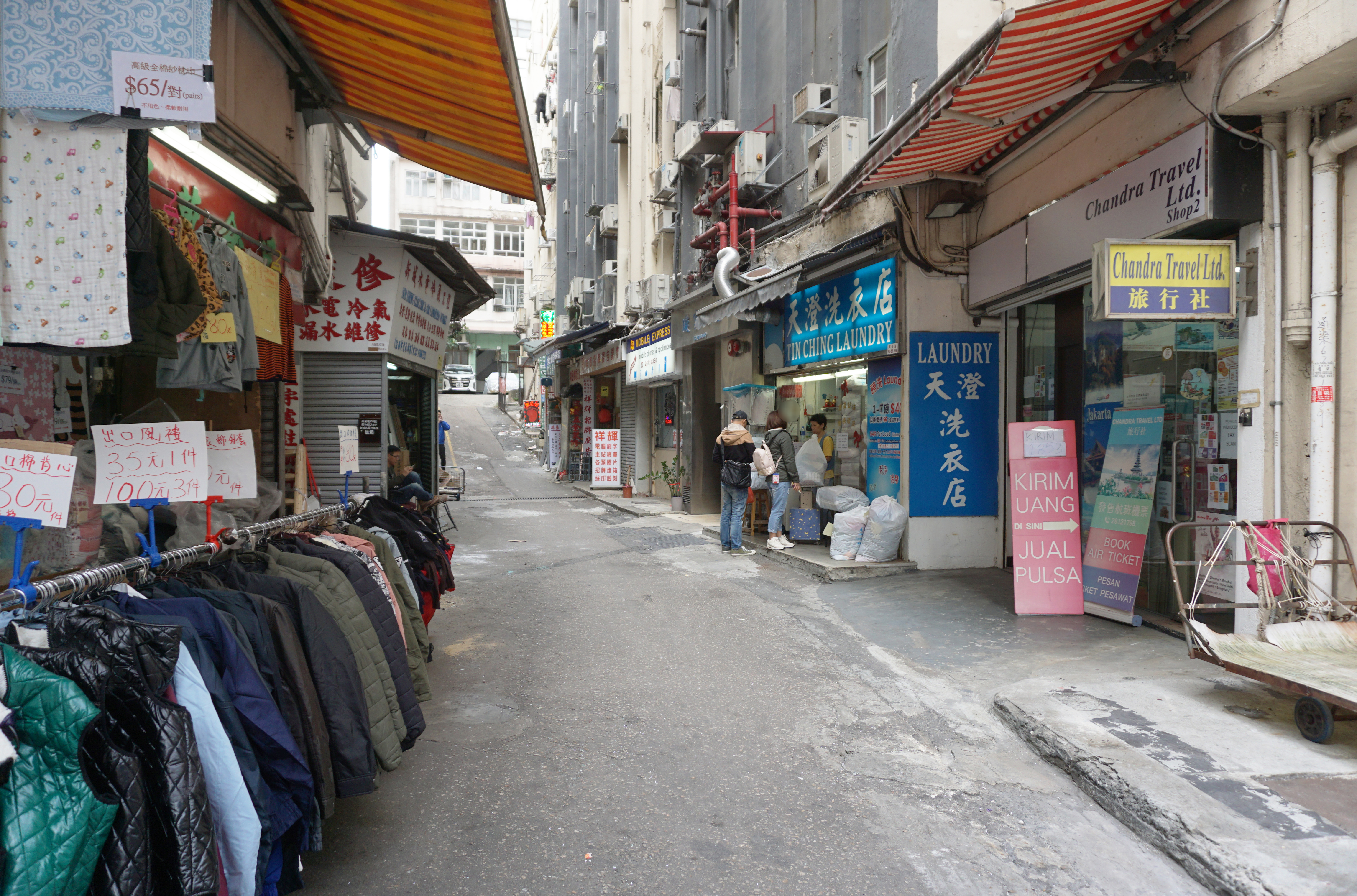
褓姆小巴餘勢未了，衝入熙和街後掃過左邊地攤及碰跌多名途人，直至撞到璇宮大廈後門（洗衣店左方）才停下

## 後續
由於車禍發生之處為攤檔附近，當時聚集了不少長者。因此校巴由長康街俯衝進入熙和街時，多人走避不及致使死傷慘重。

### 死傷
此事故共造成15人死傷，其中1人當場死亡，而現場其餘14名年齡介乎22歲至89歲的傷者（9男5女）分別被送東區尤德夫人那打素醫院、律敦治醫院和瑪麗醫院。傷者中其中3人（2男1女）在送院後證實死亡，另有7人受傷情況嚴重，出現包括骨折、內出血及手、頭受傷等情況。吳也因此事故而留醫東區醫院深切治療部。事故翌日中午時分，車禍發生之處舉行路祭，死者家屬淚如雨下、激動倒地。
吳在事故發生18日後，脫離「危殆」狀態、轉為「嚴重」，但仍需留在加護病房就醫，情況仍不樂觀，而醫生因為擔憂細菌進入病房，不容許其他人進入，只有其妻子可以探望。2019年1月8日，澳門旅遊娛樂有限公司股東葉德利的兒子葉慶華在五名子女的陪伴下於東區醫院傷重不治，終年89歲，令死亡人數增加至5人。

### 物理推測
香港註冊機械工程師盧覺強就此事接受傳媒訪問時表示，以長康街1:10的坡度的地理環境估計，校巴失控時的移動速度為56公里每小時，並產生約13.7公噸衝力，足以撞倒牆壁和馬路石壆，以及使於英皇道上行走的香港電車車廂翻側，估計需要6個成年人才可截停。

### 社會影響
香港特別行政區行政長官林鄭月娥對該宗交通意外感到非常難過，並向死者家屬表示深切慰問，表示「嚴重交通意外一宗都嫌多」。林鄭月娥亦表示，每宗造成嚴重傷亡的交通意外都不應該發生，並呼籲駕駛者務必留意路面安全，也同時強調政府會盡全力確保道路安全。林鄭月娥承諾警務處定必徹查事件，而醫院內的社工將會接觸死傷者家庭，並為其提供適切援助。林鄭月娥亦祝願傷者能早日康復。
東區區議會炮台山選區區議員羅榮焜指，涉事校巴停泊的一段長康街，由於位於北角衛理小學舊校舍對開，其時為方便學生出入，並沒有畫上雙黃綫，是故車輛在該處停泊並不違法。羅又指，雖然該處並非交通黑點，但因為交通十分繁忙，他將會在區議會會議上建議運輸署研究在該處畫上雙黃線，以減少車輛停泊，確保街道安全。他又指，由於該路段太窄和太短，故不宜在該處建路壆。運輸署後來指，堡壘街至英皇道的一段長康街，以及長康街與建華街交界已設有不准停車限制區，並禁止車輛在路口及相關道路停車上落客、貨，以保持交通暢順。

### 審判
案件在2022年9月15日在東區裁判法院提堂，被告吳耀宗（涉案司機）被控五項「危險駕駛引致他人死亡罪」及兩項「危險駕駛引致他人身體受嚴重傷害罪」。由於需要讓控方索取法律意見，裁判官把案押後至11月10日再訊，被告准以1萬港幣保釋。12月9日再次提堂，控方修訂控罪為一項「危險駕駛引致他人死亡罪」及一項「危險駕駛引致他人身體受嚴重傷害罪」，同時將案件轉介到區域法院處理，被告則准保釋至12月29日。
2023年10月5日，辯方於區域法院聆訊中申請永久終止聆訊，控方表示反對，但同意以一天處理爭議。雙方決定在2024年5月30日開庭處理，獲得彭中屏法官允許。被告續准以1萬元保釋。2025年2月19日，區域法院法官謝沈智慧基於第二次檢控違反「免受雙重損害」原則而下令永久擱置聆訊，並批准辯方的訟費申請。

## 外部連結
- 香港大典上的相关条目：2018年長康街校巴失控事件（繁體中文）
- . 東網. 2018-12-10  [2018-12-11]. （原始内容存档于2020-11-03）.
- . 東網. 2018-12-11  [2018-12-11]. （原始内容存档于2020-11-01）.